# مادي كريستيانس
مادي كريستيانس Mady Christians (1892 – 1951) ممثلة نمساوية حققت نجاحا وشهرة في السينما والمسرح، في الولايات المتحدة، إلى أن أدرج اسمها في القائمة السوداء في الفترة المكارثية.
مثلت دور البطولة في مسرحية أتذكر أمي في مسارح برودواي عام 1944. وكان آخر أدوارها السينمائية في فيلم كلهم أبنائي عام 1948، المأخوذ عن مسرحية بنفس الاسم للكاتب الأمريكي آرثر ميلر.
مثلت أيضا في فيلم الفارس الأسود وهو فيلم ألماني إنتاج عام 1932.

## روابط خارجية
- مادي كريستيانس على موقع IMDb (الإنجليزية)
- مادي كريستيانس على موقع ألو سيني (الفرنسية)
- مادي كريستيانس على موقع أول موفي (الإنجليزية)
- مادي كريستيانس على موقع قاعدة بيانات برودواي على الإنترنت (الإنجليزية)
- مادي كريستيانس على موقع قاعدة بيانات الأفلام السويدية (السويدية)
- مادي كريستيانس على موقع قاعدة بيانات الفيلم (الإنجليزية)
- مادي كريستيانس على موقع كينوبويسك (الروسية)